# べいくりん
べいくりんとは、国土交通省関東地方整備局千葉港湾事務所が保有する、清掃兼油回収船である。名前の由来は湾（ベイ）をきれいに（クリーン）したいという願いから。

## 概要
東京湾内の浮遊ゴミおよび浮遊油を回収する目的で、2001年（平成13年）3月に横浜ヨットで建造された。スキッパーと呼ばれるショベルのようなものとクレーンを備え、流木から冷蔵庫などの大型のごみを回収する能力を持っている。浮遊油の回収機能も備えており、東京湾周辺への原油流出などの海洋汚染に対応している。
東北地方太平洋沖地震発生による、津波によって太平洋へ流れ出た瓦礫や漂流物を回収する作業に参加している。2011年（平成23年）5月18日現在、べいくりん・白龍の合計で約3,800立方メートル分の漂流物を回収している。

## 画像

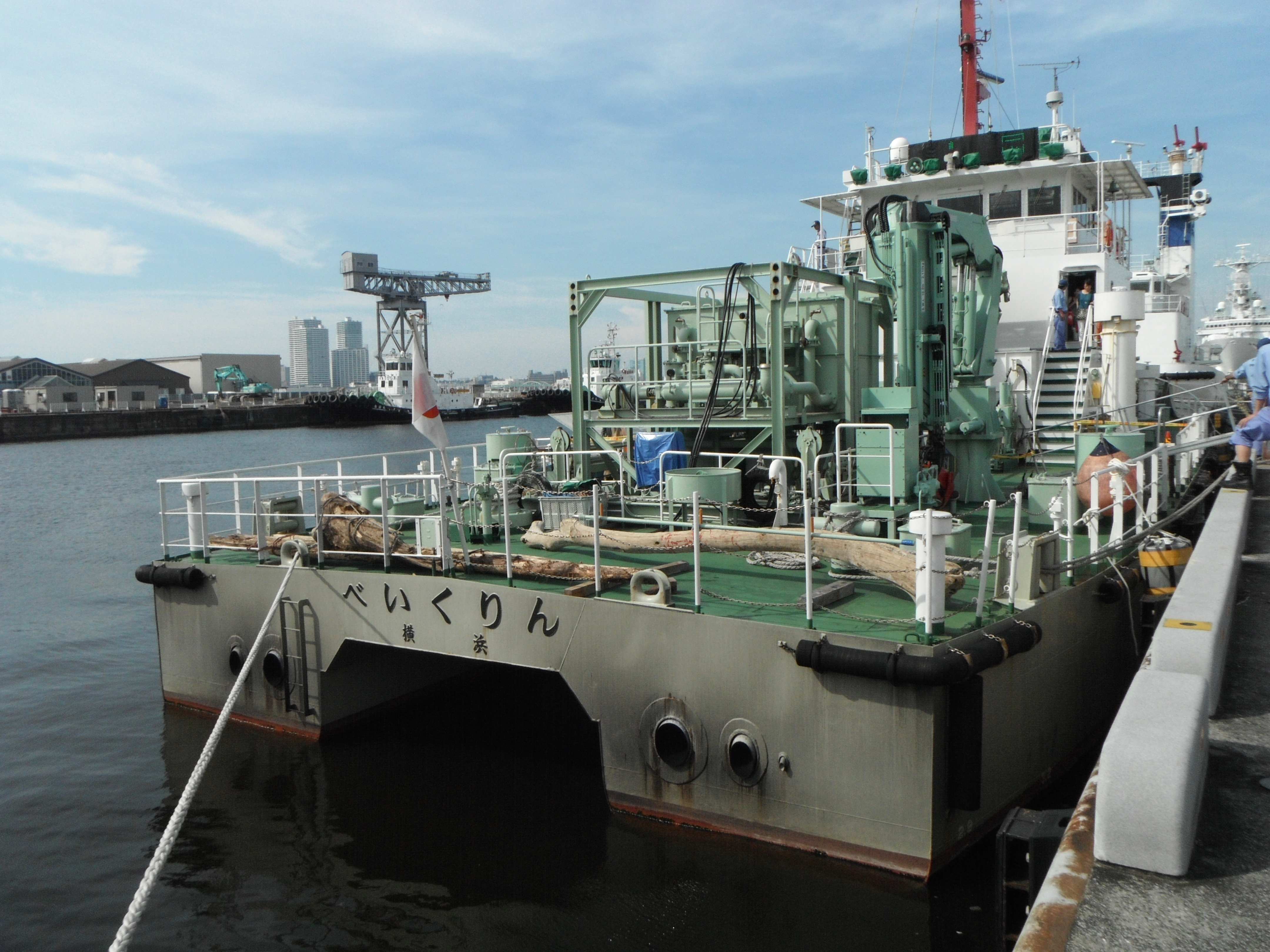
後部から
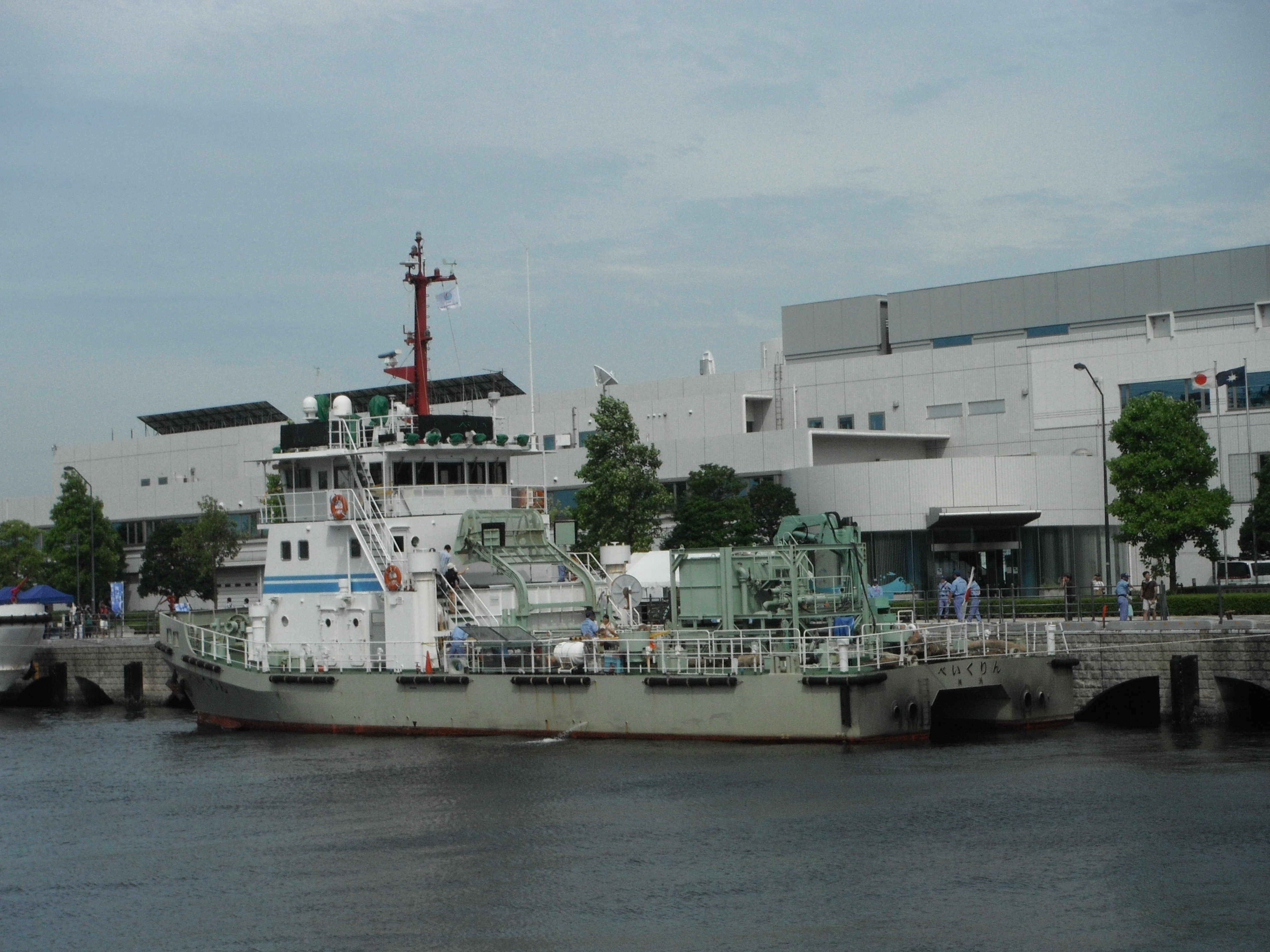
ななめ後ろから
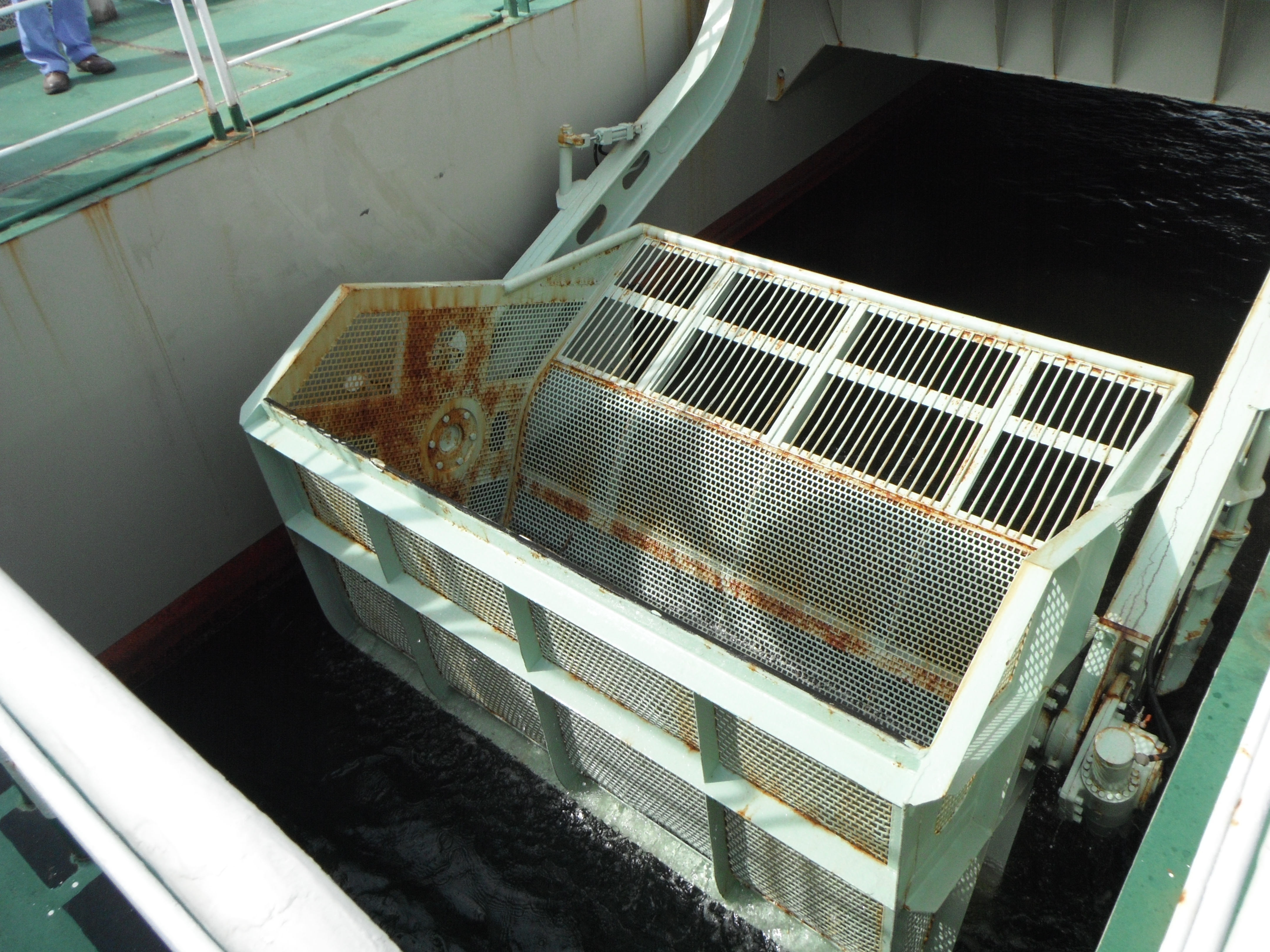
スキッパー
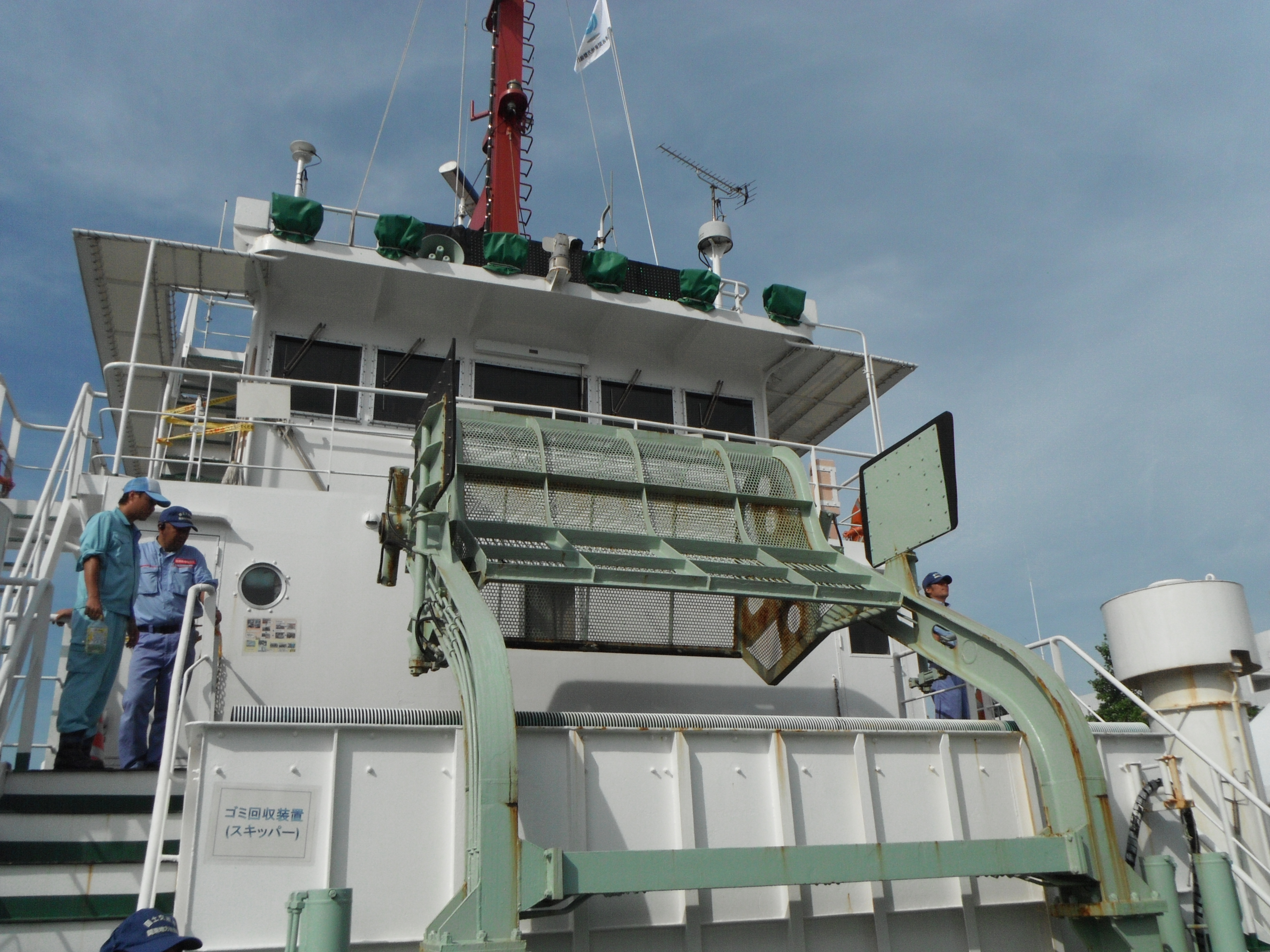
スキッパーを一番上に上げたところを甲板から
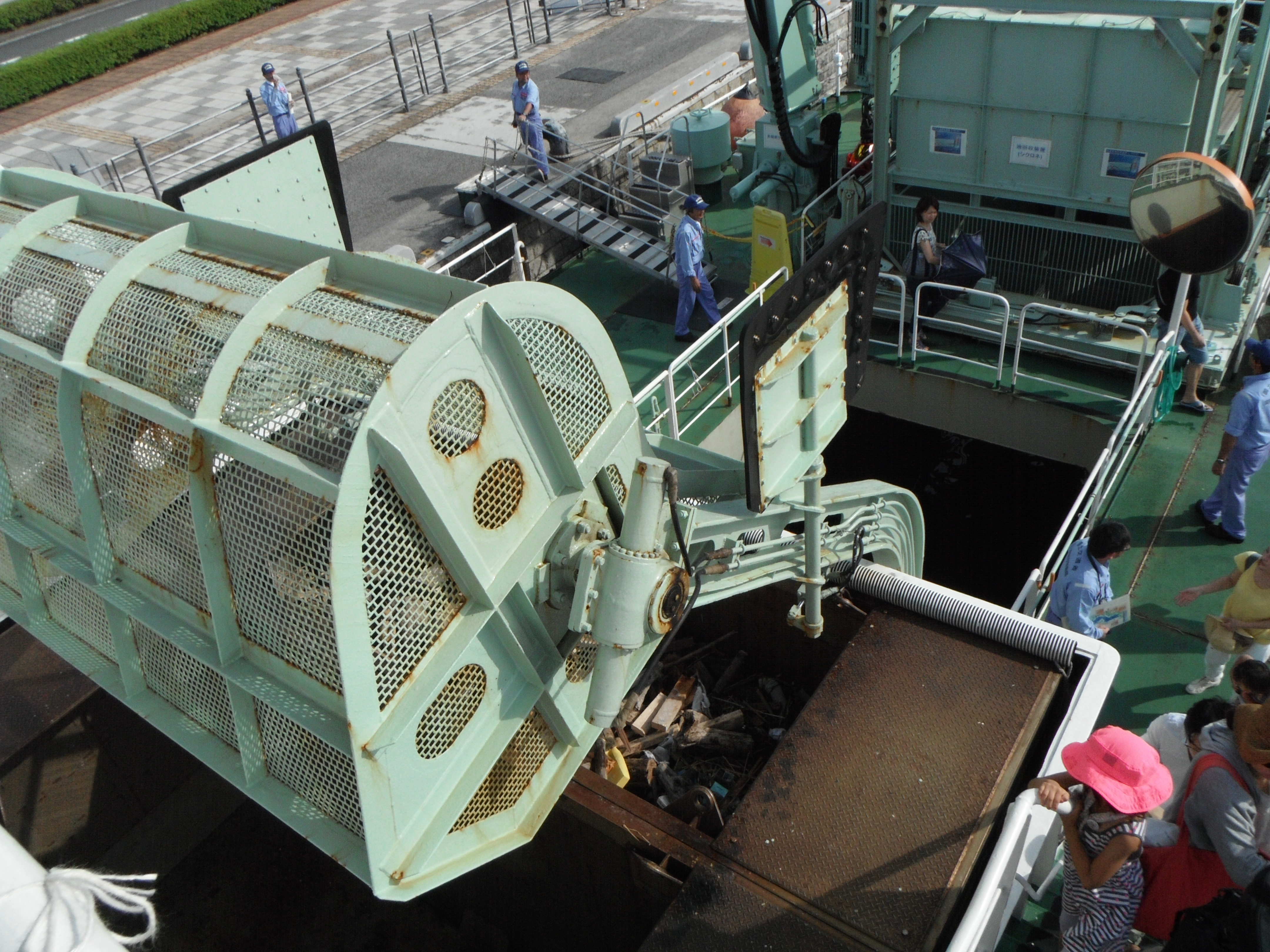
スキッパーを上げたところ
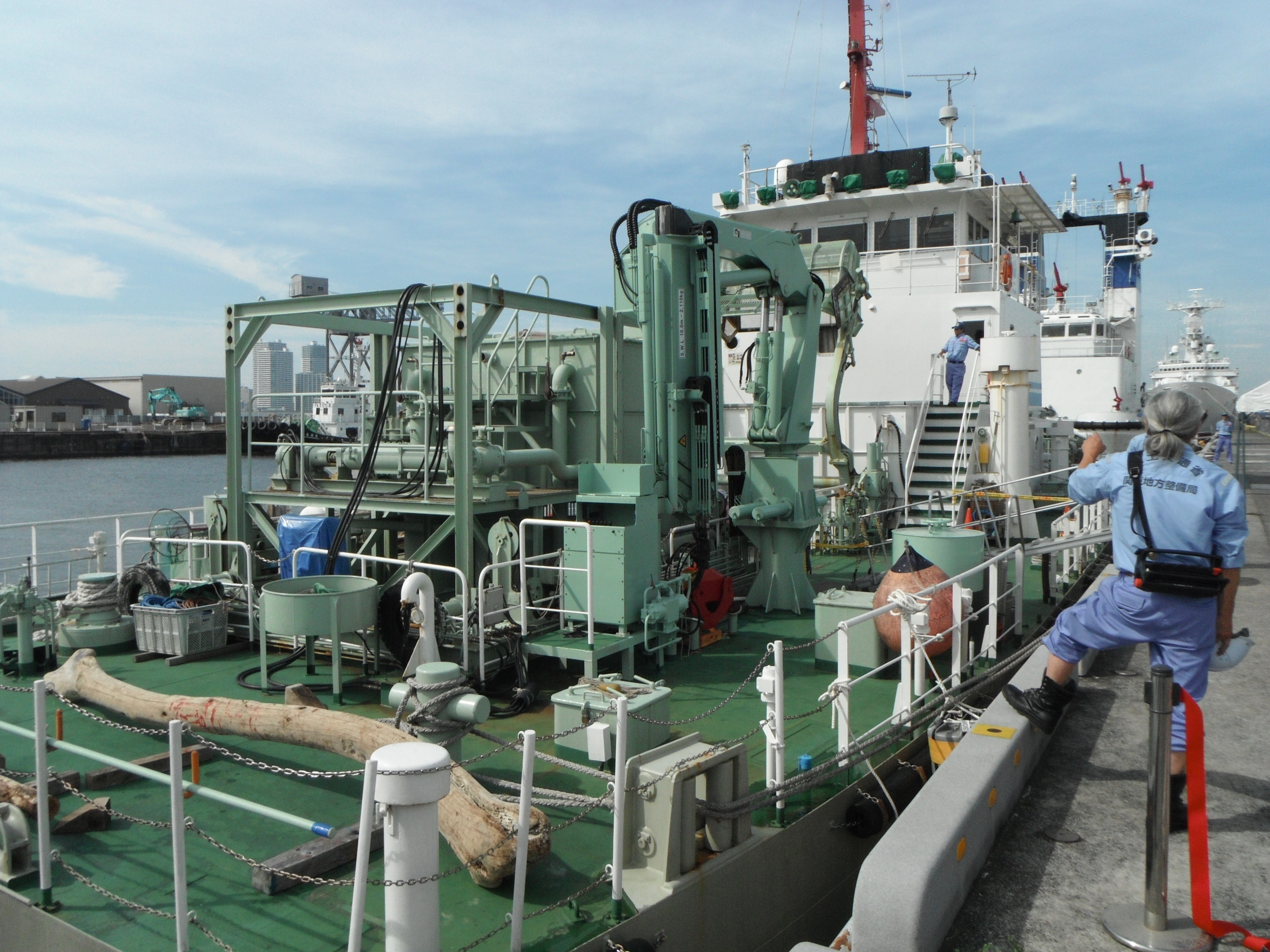
多関節クレーン
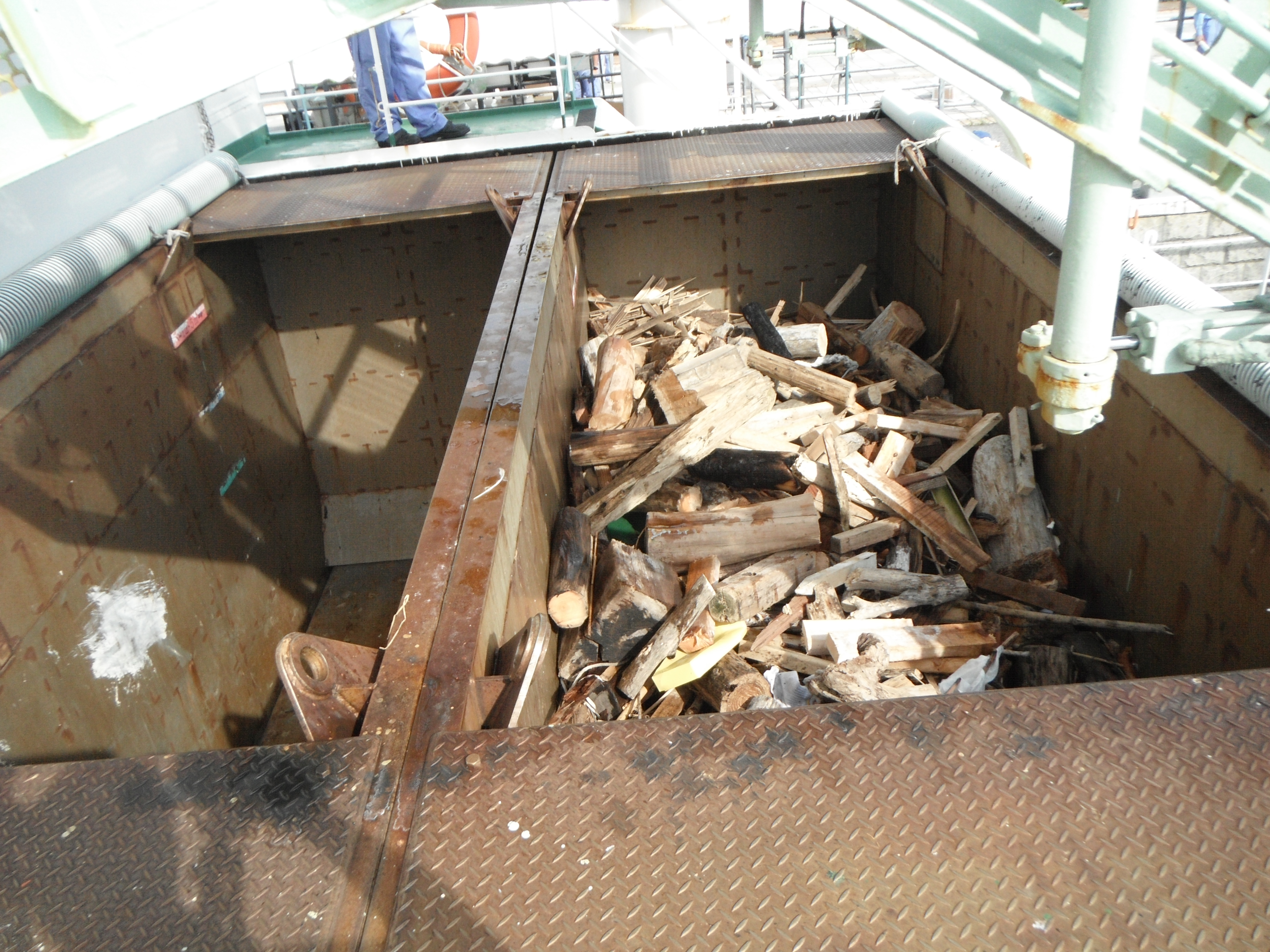
ゴミ入れ用コンテナが2つ
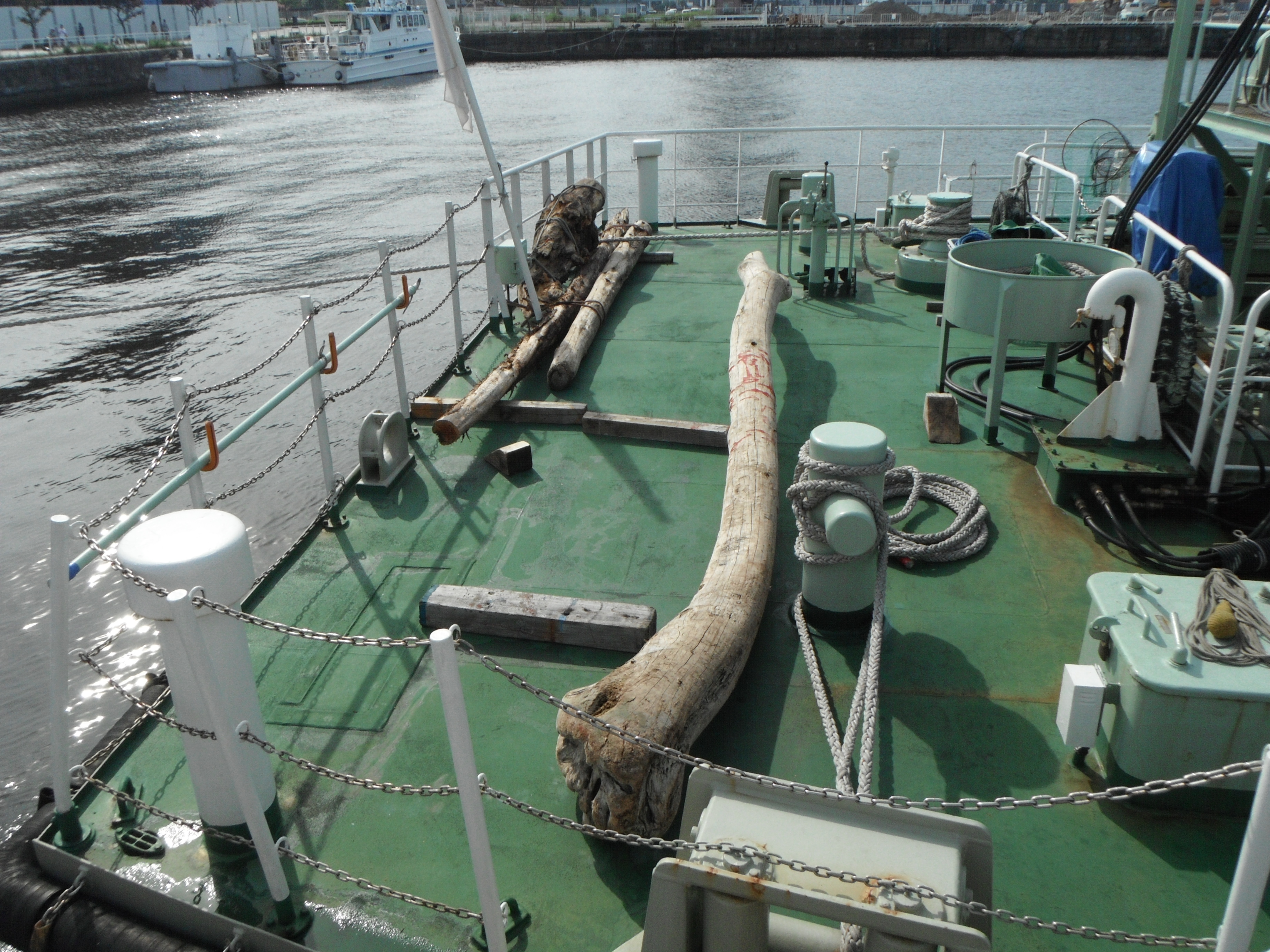
後部甲板に乗せられた海上浮遊ごみ